# Tomás Jensen
Pour les articles homonymes, voir jensen.
Tomás Jensen, né le 10 septembre 1970 à La Plata, en Argentine, est un auteur-compositeur-interprète argentin franco-québécois.

## Biographie
Tomás Jensen est né en 1970 à La Plata, en Argentine.
En 1976, alors que sa mère, politiquement engagée, doit fuir la dictature militaire en place et part pour le Chili, il s'exile au Brésil avec son père qui y travaille comme ingénieur. Ses parents se sont séparés alors qu'il avait deux ans. En 1978, il part en France avec sa mère, devenue réfugiée politique. Il y vivra jusqu'en 1998. 

Il apprend à jouer de la guitare en autodictate. À 16 ans, il compose ses premières chansons. Ses sources d'inspiration sont Renaud, Georges Brassens et Silvio Rodriguez. Il obtient ensuite une licence en sociologie et une maîtrise en anthropologie de l'Université Lumière Lyon 2, ce qui l'amène à voyager au Chili, où il étudie les disparités entre les rôles des femmes et des hommes de la région de Chiloé. Une fois ses études terminées, il décide de se consacrer entièrement à la musique. Inspiré par le collectif Ishtar, il se découvre une passion pour le free jazz et l'improvisation.

En 1998, il part au Québec pour quelques mois puis finit par s'y installer. 

## Carrière musicale
Avec le groupe Les Faux Monnayeurs, puis en solo, il compose neuf albums dans lesquels il est aussi chanteur et guitariste. 

Entre 2000 et 2006, il compose cinq albums avec Les Faux Monnayeurs et donne plus de 800 concerts au Québec, en France et au Yukon. Sa musique est alors considérée comme festive et ses paroles, essentiellement en français et parfois en espagnol, sont qualifiées d'engagées.
En 2008, il lance un sixième disque, Quelqu’un d’autre,  en solo, réalisé par François Lalonde (Jean Leloup, Lhasa de Sela, Dobacaracol). Sa musique d'alors puise dans des influences électro et expérimentales, ses textes sont, quant à eux, plus introspectifs.
Fin 2009 il monte le groupe Hombre, au style rock-latino reggae-punk.
En 2010, sous le label L-A be (Let Artists be), il enregistre l'album Hay que subir avec Hombre, qui gagnera le prix album world de l'année au GAMIQ et sera nommé dans cette même catégorie au gala de l'ADISQ. 
Il retourne ensuite à sa carrière solo et sort, en 2012, un disque expérimental, moitié électro moitié acoustique, autoproduit, arrangé et réalisé par lui-même : Face A Face B, qui est un hommage à Caetano Veloso.  En février 2012, Tomás Jensen lance un autre album solo,  Plus personne, qu'il co-réalise avec François Lalonde.
Tomás Jensen s'adonne également à la peinture et réalise des portraits, à l'acrylique ou au pastel.

## Discographie
- 1998 : Les (D)eux
- 2000 : Au pied de la lettre
- 2002 : Pied de nez
- 2004 : Tomás Jensen et les Faux Monnayeurs
- 2006 : Pris sur le vif
- 2008 : Quelqu'un d'autre
- 2010 : Hay que subir
- 2012 : Face A Face B
- 2013 : Plus personne
- 2016 : Le retour
- 2020 : Les rêves sont faits

## Distinctions
- Prix de l'auteur-compositeur-interprète du Festival en chanson de Petite-Vallée, 2000
- Sa chanson Le vent du Nord, de l'album Au pied de la lettre, est primée à la SOCAN, 2000
- Prix de l'auteur-compositeur francophone de l'année aux Canadian Folk Music Awards pour l'album Quelqu'un d'autre, 2008.
- L'album Hay que Subir remporte le prix de l'album Word de l'année au GAMIQ, 2010
- L'album Hay que subir est nommé dans la catégorie Musique du monde à l'ADISQ, 2010
- La chanson Plus personne , de l'album du même nom, est chanson de la semaine sur i-tunes Canada, 2013.

## Implications sociales
- En 2004, il devient porte-parole de Greenpeace Québec[4].
- En 2006 et 2007, il est le porte-parole des Journées québécoises de la solidarité internationale [5].